# Wojciech Bogusławski
Wojciech Romuald Bogusławski (9. května 1757, Glinno – 23. července 1829, Varšava) byl polský spisovatel, překladatel, herec, operní pěvec, dramatik, režisér a propagátor osvícenské ideologie. Je nazýván "otcem polského divadla".

## Život
Nejprve navštěvoval piaristickou kolej ve Varšavě a později studoval na univerzitě v Krakově. V roce 1778 se rozhodl pro divadelní kariéru, působil v divadlech ve Lvově či Poznani. V průběhu let 1783 až 1814 působil jako ředitel Národního divadla ve Varšavě. Autor veselohry se zpěvy Domnělý zázrak čili Horalé a Krakované, překladatel četných divadelních her (např. Hamlet). Založil první polskou dramatickou školu a v roce 1801 také divadlo ve městě Kališ.
V roce 1829 zemřel, pochován je na hřbitově 'Cmentarz Powązkowski' ve Varšavě.

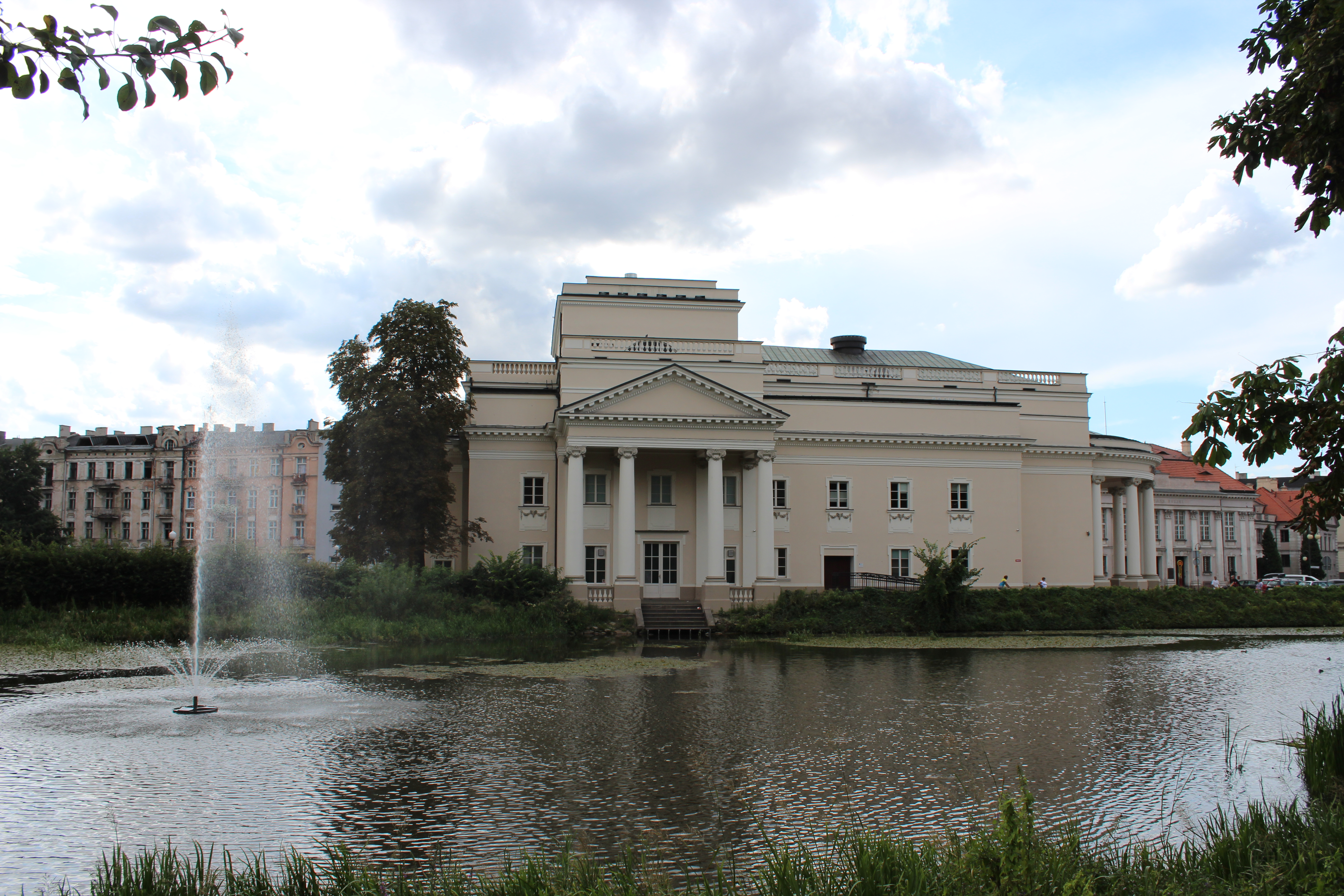
Jím založené divadlo, 'Teatr im. Wojciecha Bogusławskiego (Kalisz)'

## Fotogalerie

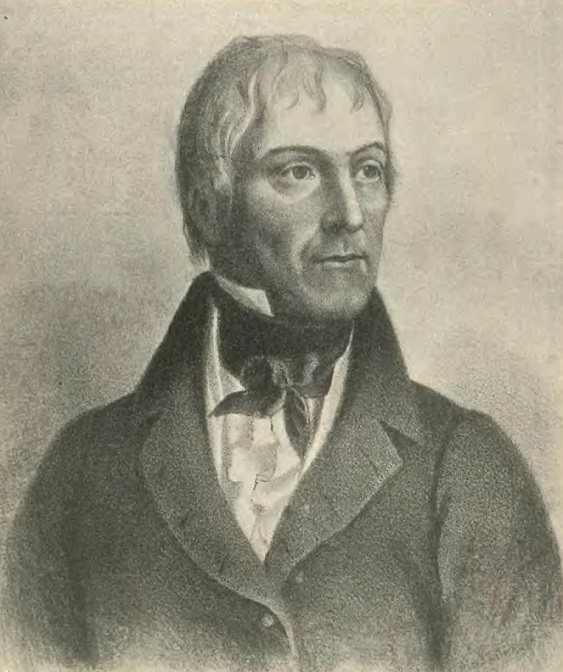
Portrét Wojciecha Bogusławského
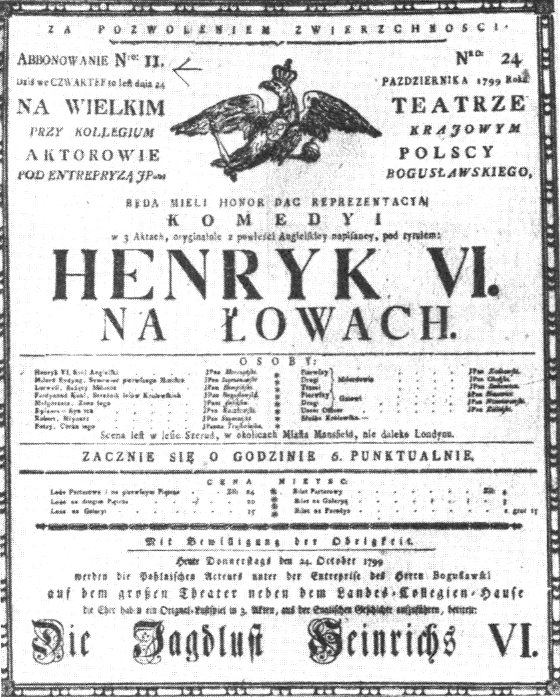
Plakát komedie "Henryk VI na łowach" (Wojciech Bogusławski, 1799)'
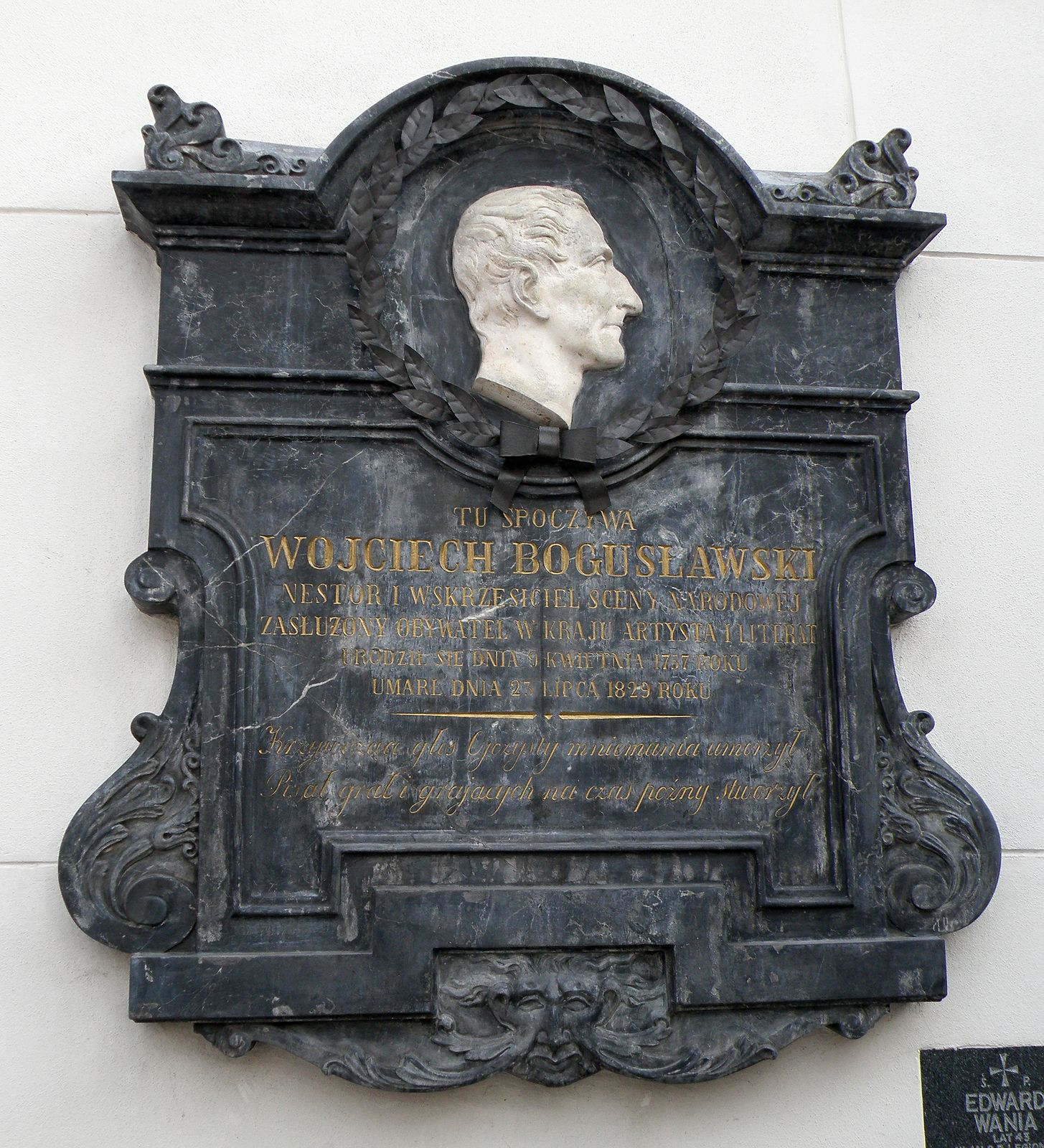
Jeho náhrobek ve Varšavě
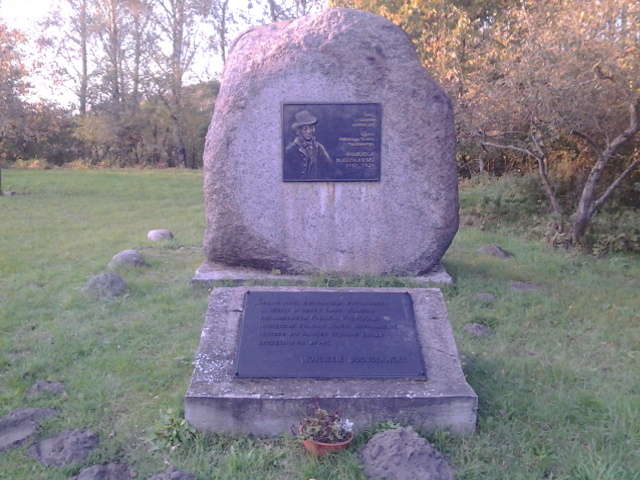
Pomník Wojciecha Bogusławského (Glinno)
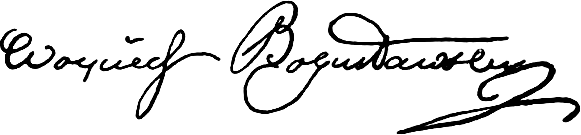
Podpis Wojciecha Bogusławského